# أبو الربيع الكلاعي
سليمان بن موسى الكلاعي، أبو الرّبيع (565 هـ -634هـ، 1170- 1237م): محدث، مؤرخ، أديب، ثائر، شاعر، خطيب أندلسي. أجمعت مصادر التراجم الأندلسية على أن الكلاعي كان إماماً متقدماً في علم القراءات، بارعاً في علوم القرآن والتجويد، مبرزاً في فنون المعقول والمنقول والموزون والمنثور، وكـان حافظاً للحديث، تام المعرفة بطرقه، ضابطاً لأحكام أسانيده، ذاكراً لرجاله، عارفاً بالجرح والتعديل. وكان حسن الخط، لا نظير لـه في الإتقان والضبط، مع الاستبحار في الأدب والتأريخ، والاشتهار بالبلاغة والفصاحة وإنشاء الرسائل.

## سيرته وحياته
ولد الكلاعي سنة 565 هـ في ظاهر مرسية، وما لبث أن انتقل به أهله وهو ابن عامين إلى بلنسية، فاستقر فيها، ونشأ على حب العلم وارتياد حلقات العلماء. ثم ارتحل سنة 587 هـ في طلب العلم في بلاده الأندلس، فزار إشبيلية وغرناطة وشاطبة ومالقة، وحصَّل في رحلته هذه مختلف العلوم والفنون، ونال الإجازة من كثير من العلماء والشيوخ.
ولما رجع إلى بلده بلنسية أخذ أهل العلم يتوافدون إليه من المشرق والمغرب للأخذ عنه والسماع منه؛ فكثر تلاميذه، وحظي معظمهم بالإجازة منه في شتى العلوم. وقد نُدب للعمل في ديوان الإنشاء فاستعفى، وولي القضاء فعرف بالعدل والاستقامة، كما ولي الخطابة في جامع بلنسية. وكان إضافة إلى علمه ذا جلالة ونبل ورياسة وفضل، حتى أصبح المتكلمَ عن الملوك في مجالسهم، والمنبئ عنهم لما يريدونه على المنبر في المحافل.

## مؤلفاته
خلَّـف ابن سالم الكلاعي ما يقارب خمسة وعشرين مؤلفاً في مختلف العلوم والفنون، ولكن كتاب العمر كان الاكتفاء بسيرة المصطفى والثلاثة الخلفاء.

### الاكتفاء في مغازي المصطفى والثلاثة الخلفاء
أوسع كتب الكلاعي وأشهرها كتابه «الاكتفاء في مغازي المصطفى والثلاثة الخلفاء» وهو كتاب يقع في أربعة مجلدات، يستعرض فيه المؤلف تاريخ ابتداء الإسلام وأطرافاً من سيرة رسول الله، والغزوات التي جرت في أيامه وأيام خلفائه الثلاثة الأول رضي الله عنهم، مستعيناً في ذلك كله بمصنفات من سبقه من أئمة كتَّاب السيرة النبوية، كابن إسحاق والمدائني وموسى بن عقبة والواقدي وغيرهم ممن لم تصلنا كتبهم كاملة، إلا أنه حذف من تلك المصادر الأنسابَ المطولة والأخبارَ المتعارضة والروايات التي ليس لها علاقة بالمغازي، ولم يُبق إلا ما أيدته الأحاديث الصحيحة المروية عن فحول الصحابة والتابعين حتى لا يبقى إلا الأخبار المجردة، وخلاصة المغازي التي هي في هذا المجموع المقصودة المعتمدة.
وقد طبع المجلد الأول من هذا الكتاب فقط عام 1931م، بعد أن صححه المستشرق الفرنسي هنري ماسيه، ويبدأ بذكر نسب رسول الله، وينتهي بذكر الهجرة إلى أرض الحبشة. وحقق أحمد غنيم الجزء الذي يبدأ بخلافة أبي بكر الصديق منتهيًا بدولة بني أمية، ونشرته إحدى دور النشر تحت عنوان الخلافة الراشدة والبطولة الخالدة في حروب الردة. ولعل هذا الجزء أهم أجزاء هذا المخطوط. وترجع أهمية هذا الجزء لكونه تناول أدق فترة من فترات التاريخ الإسلامي.
وله من المؤلفات المطبوعة: «نكتة الأمثال ونفثة السحر الحلال»، بتحقيق الدكتور/ علي إبراهيم كردي، إصدار دار سعد الدين - دمشق، و«جهد النصيح وحظ المنيح من مساجلة المعري في خطبة الفصيح» دراسة وتحقيق / ثريا لهي.
ومنها أيضاً: «جني الرطب في سني الخطب»، و«الأربعون السباعية من الحديث»، و«الإعلام بأخبار البخاري الإمام»، «الامتثال بمثال المبتهج في ابتداع الحكم واختراع الامثال»، و«تحفة الوارد ونجعة الرواد»، «حلية الامالي في الواقعات والعوالي».

## أقوال العلماء
- قال الذهبي:«أبو الربيع بن سالم الإمام العلامة الحافظ المجود الأديب البليغ شيخ الحديث والبلاغة».[7]
- قال ابن الأبار القضاعي: «عني أتم العناية بالتقييد والرواية، وكان إماما في صناعة الحديث، بصيرا به، حافظا حافلا، عارفا بالجرح والتعديل، ذاكرا للموالد والوفيات يتقدم أهل زمانه في ذلك، وفي حفظ أسماء الرجال وخصوصا من تأخر زمانه أو عاصره، كتب الكثير وكان حسن الخط لا نظير له نهاية في الإتقان والضبط، مع الاستبحار في الآداب والاشتهار بالبلاغة والفصاحة، فردا في إنشاء الرسائل، مجيدا في نظم القريض، خطيبا فصيحا مفوها مدركا، حسن السرد والمساق لما يحكيه ويحدث به ويود سامعه لو وصل حديثه ولم يقطعه».[5]
- قال ابن فرحون: «كان من أولي العزم والبسالة والإقدام يحضر الغزوات ويباشر بنفسه القتال ويبلي البلاء الحسن».[8]
- قال الحافظ ابن مسدي: «لم ألق مثله جلالة ونبلا، ورياسة وفضلا، كان إماما مبرزا في فنون من منقول ومعقول ومنثور وموزون، جامعا للفضائل، برع في علوم القرآن والتجويد. وأما الأدب فكان ابن بجدته، وأبا نجدته، وهو ختام الحفاظ».[9]
- قال النباهي: «كان حسن الهيئة والمركب والملبس والصورة، كريم النفس، يطعم فقراء الطلبة وينشطهم ويتحمل مؤونتهم.»[10]

## وفاته
كان سليمان الكلاعي في السبعين من عمره، خرج يقود الناس ويحرضهم على الجهاد حتى خرج معه أهل بلنسية يواجهون بإمكاناتهم المحدودة جيش الأسبان الضخم، عند أنتيشة على بعد سبعة أميال من حاضرة بلنسية، وكانت موقعة كبيرة كان يحمل فيها الراية حتى قتل، وذلك ضحى يوم الخميس الموفي عشرين لذي الحجة سنة أربع وثلاثين وستمائة.
وفي تلك الموقعة أنشأ ابن الأبار القضاعي قصيدة طويلة يرثي فيها شيخه الكلاعي ومن استشهد معه، جاء فيها: